# Összeesküvés-elmélet (film)
Az Összeesküvés-elmélet (eredeti cím: Conspiracy Theory) 1997-ben bemutatott amerikai thriller, melyet Richard Donner rendezett, főszereplői pedig Mel Gibson, Julia Roberts és Patrick Stewart.

## Cselekmény
|  | Alább a cselekmény részletei következnek! |

Jerry Fletcher paranoiás New York-i taxisofőr, aki képtelen összeesküvés-elméleteivel traktálja az utasait. Mindenhol, mindenben a kormány titkos aknamunkáit látja, még saját újságot is szerkeszt, amiben paranoid képzelgéseit taglalja. Az egyik ismerősét, Alice Sutton ügyészt is rendszeresen zaklatja az elméleteivel, de ő csak afféle kedves bolondnak tekinti a férfit. Egy nap viszont sötét figurák rabolják el Jerryt, hogy valamilyen titkot szedhessenek ki belőle, neki azonban sikerül megszöknie. Az első útja rögtön Alice-hez vezet, de aztán letartóztatják, és kórházba szállítják, ott pedig hamarosan feltűnik a titokzatos dr. Jonas, aki korábban elraboltatta. Alice kezdi belátni, hogy Jerry ezúttal valóban komoly ügybe keveredett, így segít neki megszökni, de később Jonas is megkörnyékezi információkért. Elmondja neki, hogy Jerry nem véletlenül tűnt fel az életében, mivel valami köze van az ügyvédnő apjának a halálához is. Ezzel felhasználja, hogy elvezesse Jerryhez, akit ismét sikerül elfogni, de miután Alice számára is egyértelművé válik, hogy Jonas mozgatja a szálakat, elindul kiszabadítani a férfit, és lebuktatni az összeesküvőket.

## Szereplők
| Szerep         | Színész         | Magyar hang   |
| -------------- | --------------- | ------------- |
| Jerry Fletcher | Mel Gibson      | Sörös Sándor  |
| Alice Sutton   | Julia Roberts   | Tóth Enikő    |
| Dr. Jonas      | Patrick Stewart | Rajhona Ádám  |
| Lowry ügynök   | Cylk Cozart     | Holl Nándor   |
| Mr. Wilson     | Steve Kahan     | Szokolay Ottó |
| Flip           | Terry Alexander | Varga Tamás   |